# 14643 Morata
14643 Morata è un asteroide della fascia principale. Scoperto nel 1998, presenta un'orbita caratterizzata da un semiasse maggiore pari a 2,4211498 UA e da un'eccentricità di 0,2191619, inclinata di 9,17399° rispetto all'eclittica.
L'asteroide è dedicato agli astronomi amatoriali francesi Didier e Stéphane Morata.